# 浙江省人民大会堂

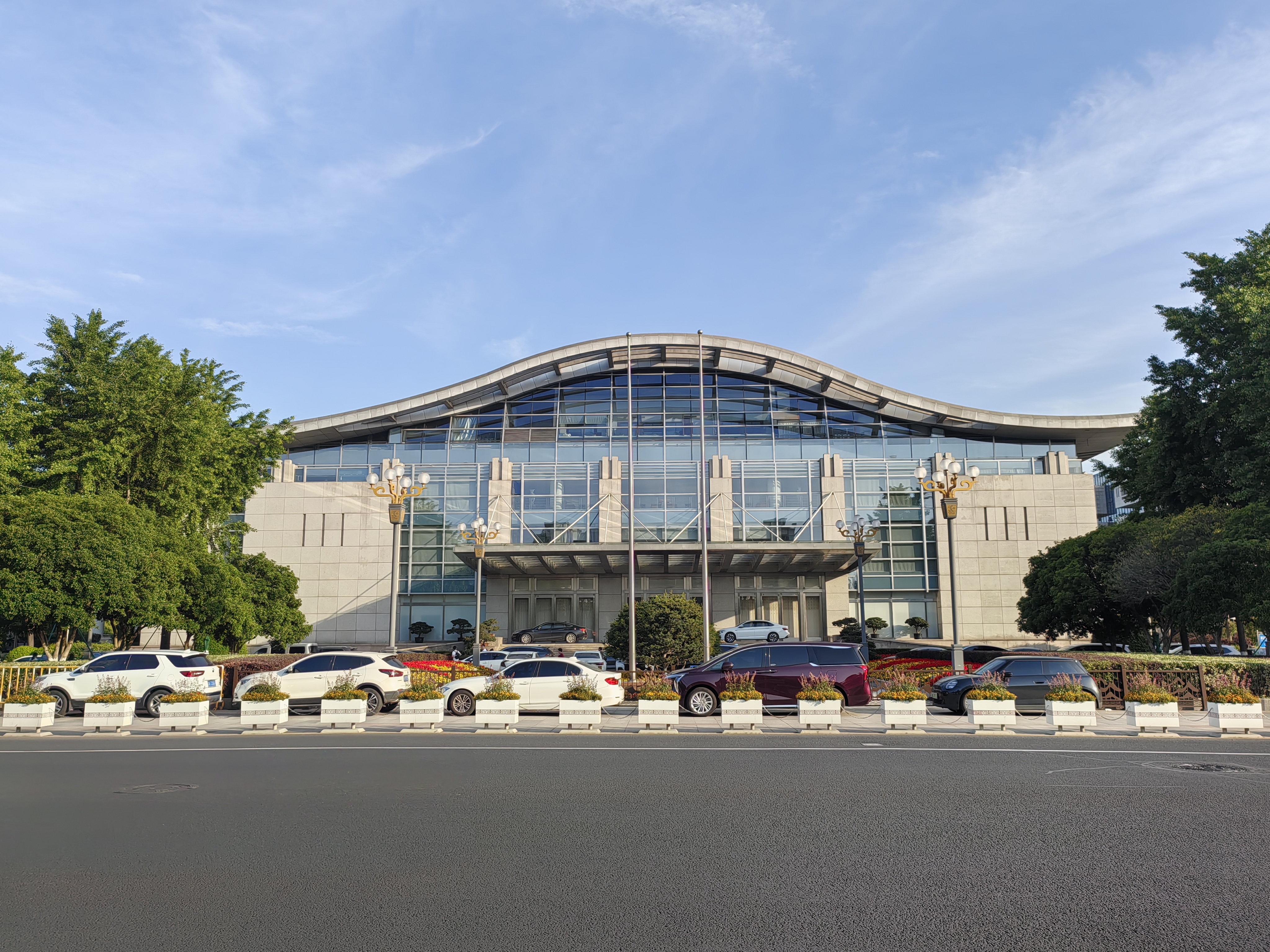
浙江省人民大會堂北側

浙江省人民大会堂位于浙江省杭州市西湖区省府路9号，紧邻省委、省政府、省人大、省政协等政府机关和杭州青少年宫，地处西湖北边、宝石山东麓。大会堂以会议为主，集演出、会展和餐饮（花中城宴会厅）于一体，2002年12月建成投入使用，是浙江省的政治文化活动中心。大会堂由浙江省机关事务管理局下辖的事业单位浙江国际会议会展中心有限公司管理。

## 简介
2003年4月，出资注册成立浙江国际会议会展中心。
大会堂占地面积80多亩，主体建筑南北长138米，东西长136米，坐西朝东，由南楼、中楼、北楼三部分组成，总建筑面积5.85万平米。包括主会场（位于南楼，有三层共5000平米能容纳2051人）、国际会议厅、人大常委会会议厅、各地市会议厅、宴会厅和餐饮娱乐设施六大功能区域。室外则有市民广场、文化广场和礼仪广场。
2020年4月，大会堂南楼区域改建为宾馆，有各类房型90间，如标间、大床房、套房及LOFT，以及若干包厢和自助餐厅。

## 图集
- 大厅
- 大厅
- 演奏厅
- 演奏厅